# Navekmisal Hanımefendi
Navekmisal Hanımefendi (okolo 1838 Předkavkazsko – 5. srpna 1854 Istanbul) byla konkubína osmanského sultána Abdulmecida I.

## Život
Narodila se do rodiny Biberdových v severním Kavkazu. Její otec byl princ Rusrem Biberd a matka princezna Fatma Kızılbek. Měla také sestru Suzidilaru, která zemřela v roce 1919. 
Sestra její matky, princezna Keşfiraz měla blízký vztah k princezně Refii Sultan. Díky tomu společně se sestrou dostala do Istanbulu. Poté vyrůstala v sultánově harému. Zde se stala věrnou služebnou Valide sultánky Bezmialem Sultan. Jako služebnou ji poznal i sultán Abdulmecid a v roce 1853 se s ní oženil.
Jejich manželství bylo bezdětné. Na začátku roku 1854 onemocněla tuberkulózou, která v 19. století drancovala Istanbul. Byla poslána do paláce Şemsipaşa v Üsküdaru, kde v srpnu roku 1854 zemřela. Byla pochována v mauzoleu v Istanbulu. 